# Cantón de Martigues-Este
El cantón de Martigues-Este era una división administrativa francesa, que estaba situada en el departamento de Bocas del Ródano y la región de Provenza-Alpes-Costa Azul.

## Composición
El cantón estaba formado por una fracción de la comuna que le daba su nombre:
- Martigues (fracción)

## Supresión del cantón de Martigues-Este
En aplicación del Decreto nº 2014-271 de 27 de febrero de 2014, el cantón de Martigues-Este fue suprimido el 29 de marzo de 2015 y su fracción de comuna pasó a formar parte del nuevo cantón de Martigues.